# 워크래프트 III: 리포지드
《워크래프트 III: 리포지드》(Warcraft III: Reforged)는 2002년 실시간 전략 비디오 게임 워크래프트 III: 레인 오브 카오스, 또 해당 게임의 확장팩 프로즌 쓰론의 리마스터 에디션이다. 2020년 1월 28일 출시되었으며, 개선된 그래픽, 변화된 캠페인, 현대의 온라인 배틀넷 기능이 특징이다. 이 게임은 비평가들로부터 복합적인 평가를 받았으며 오리지널 대비 변경사항과 기술 문제로 인해 플레이어들로부터는 상당히 부정적인 평가를 받았다.

## 평가
《워크래프트 III: 리포지드》는 메타크리틱에 따르면 복합적인 평가를 받았다.